# Clonk
Clonk är ett datorspel utvecklat av RedWolf Design. Spelet är en blandning av action, realtidsstrategi och plattformsspel. Spelserien utgavs som shareware och de äldsta spelen är numera släppta som freeware. Genom ett inbyggt developer mode så har spelare börjat göra egna paket (Extensions).

## Innehåll
I Clonk kontrollerar man små humanoida varelser (clonks) med hjälp av tangentbord eller mus i en tvådimensionell värld. Dessa varelser interagerar mot den omgivande miljön, djur, väder, byggnader och föremål. Man kan spela själv eller flera, dels genom split screen, via LAN eller Internet. Fyra spelare kan spela på samma tangentbord och kombinerat med mus och handkontroll kan maximalt sex spelare spela på endast en dator. Spelets mål varierar beroende på om man väljer att spela mot varandra eller med varandra. 

## Paket
För registrerade spelar finns ett flertal paket:
- Knights: Medeltida föremålspaket, där riddare strider mot varandra med yxor, svärd och pilbågar till fots eller med häst. Med hjälp av objekt kan man bygga slott.
- Hazard: En framtidspaket där clonks slåss mot utomjordingar eller varandra med ett flertal vapen. Detta paket utgavs till Clonk Planet men finns nu även till Clonk Rage.
- Far worlds: Tre scenarion (deep sea, jungle eller Arctic) på obebodda platser tvingar clonks att kämpa för överlevnad. in which the Clonks live in inhospitable areas, where mere survival is a challenge. Arctic är den svåraste då man där måste bemöta både låg temperatur och svåra matförhållanden.
- Golems: Clonk-magiker får förmågan att väcka upp statyer till golem. Ursprungligen kunde man skapa guldgolem, stengolem och snögolem men nya av spelare gjorda scenarion så finns det numera flera.
- Fantasy: Drakar, magi, äventyr och mer. Paketet tillägger även nya förtrollelser till magisystemet.
- Western: Cowboys, Indianer och tillbehör. Detta paket skapades ursprungligen i en tävling men har nu blivit ett officiellt paket.

Utöver dessa så har ett flertal inofficiella paket skapats av clonk-fans.

## Comprehensive Clonk Archive Network
Comprehensive Clonk Archive Network (kort: CCAN) är den största nedladdningssidan för clonk-användare. Spelargjorda paket släpps här dagligen, för att medverka måste man ha en giltig registreringskod. Gamla versioner av clonks-paket kan man tanka hem gratis.

## Utveckling
Sedan släppet av Clonk Planet så kan varje registrerad spelare utveckla själv med hjälp av integrated developer mode. Här kan man skapa nya objekt (så som: vapen, byggnader och clonks), scenarion eller hela paket i likhet med de officiella paketen.

## Historia
- MS-DOS-spelen
  - 1994 - Clonk 1
  - 1994 - Clonk 2 Debakel
  - 1995 - Clonk A.P.E. (Advanced Player Edition)
  - 1996 - Clonk 3 Radikal
- Windowsspelen
  - 1998 - Clonk 4
  - 1999 - Clonk Planet
  - 2001 - Golden Wipf Edition (inofficiell uppföljare till Clonk Planet)
  - 2004 - Clonk Endeavour
- Windows, Linux, Mac OS
  - 2007 - Clonk Rage
- 3D-grafik
  - okänt - Clonk Extreme (under utveckling)

Sedan 2001 har RedWolf Design avbrutit Clonk Planets utveckling och övergått till Clonk Extreme. Källkoden till Clonk Planets motor släpptes då vilket resulterade i att en grupp spelare utvecklade Clonk Planet GWE. Här i finns bl.a. utvecklad grafik.
RedWolf Design startade 2003 ett samarbete med GWE-gruppen vilket har resulterade i Clonk Endeavour. Detta spel uppmärksammades på ett spelkonvent i Leipzig, där vann det en tävling som hölls av GIGA TV.
Utvecklingen fortsatte, bl.a. ett flertal nya paket: Utvecklande för nätverks- och Internetspel samt menyer i fullskärm. Det har i sin tur nu lett till att en nya uppföljare skapades Clonk Rage. 2008-05-05 släpptes den officiellt och föregångaren släpptes som freeware några dagar senare. 
Clonk Extreme - kort ClonkX är fortfarande under utveckling och bara väldigt tidiga alfa-versioner finns. Det ska ta ‘’clonk-konceptet till 3D-grafik men utvecklingen har gått så sakta så utvecklarna annonserade i ett första april-skämt att släppdatumet skulle vara år 2050. 